# ネスカフェ ドルチェ グスト
ネスカフェ ドルチェ グスト（NESCAFE Dolce Gusto）は、ネスカフェブランドを展開するネスレ日本が販売しているカプセル式電気コーヒー沸器（コーヒーメーカー）である。

## 製品概要
グラインド（挽豆）されたコーヒー豆が封入されたカプセルをマシンにセットし抽出ボタンを押すだけで、簡単に淹れたてのコーヒーを楽しめる。
セットするカプセルを変えれば様々な味のコーヒーを楽しめるほか、エスプレッソも楽しめる。
また、ミルクカプセルとコーヒー等のカプセルの2つを使うことでカプチーノ、ココア、ティーも楽しめる。
コーヒー粉などは抽出後もカプセル内に残り、抽出されたコーヒー等はカプセル下部の抽出口からカップに直接注がれるため、抽出後の手入れは、カプセルをマシンから取り外して捨て、カプセルホルダーを水洗いするだけである。
ネスカフェ ドルチェグストは世界70ヶ国以上で展開されていて、現在までに累計販売台数5000万台以上。

## 対応カプセル
諸外国ではエスプレッソ各種やネスティー・ネスクイックなどを含む計60種類以上、日本国内では常時10種類以上のカプセルが販売されており、定期的にラインナップの更新が行われる。
日本では一部の家電量販店、スーパーやネスレ日本のネット通販で購入することができる。2018年2月時点での日本国内での販売品目は以下の通り。

### こだわりブラックシリーズ
- レギュラー ブレンド（ルンゴ）
- レギュラー ブレンド カフェインレス
- アイスコーヒー ブレンド
- ロースト ブレンド（ルンゴ インテンソ）
- エスプレッソ
- エスプレッソ インテンソ

### マグサイズシリーズ
- オリジナルブレンド
- モカブレンド
- リッチブレンド - 2016年9月から「モーニング ブレンド（グランデ アロマ）」より名称変更
- カフェオレ
- カフェオレインテンソ

### カフェバラエティシリーズ
- カプチーノ - ミルクカプセルとのセットで販売
- アイスカプチーノ - ミルクカプセルとのセットで販売
- ラテ マキアート - ミルクカプセルとのセットで販売
- ソイラテ - ソイミルクカプセルとのセットで販売
- チョコチーノ - いわゆるココア。ミルクカプセルとのセットで販売
- ティーラテ - ミルクカプセルとのセットで販売
- 宇治抹茶 - 当初北海道限定販売、全国期間限定販売を経て2016年10月から定番化
- 濃い抹茶
- 宇治抹茶ラテ - ミルクカプセルとのセットで販売

### スターバックスシリーズ -スターバックス公認の共同開発品
- AMERICAO - ハウス ブレンド
- AMERICAO - ライトノート ブレンド
- ESPRESSO - コロンビア
- カプチーノ
- ラテ マキアート
- キャラメル マキアート
- 抹茶ラテ

### ウェルネスシリーズ -ファンケルとの共同開発品
- ウェルネス抹茶ブルー
- ウェルネス抹茶グリーン
- ウェルネス抹茶レッド
- ウェルネス抹茶イエロー
- ウェルネス抹茶カロリミット
- ウェルネス抹茶グルコサミンプラス
- ウェルネス抹茶イチョウ葉エキス＆MCTプラス
- ウェルネス抹茶植物ステロールプラス
- ウェルネスラテHTCコラーゲン配合
- ウェルネスラテアミノエナジー配合
- ウェルネスラテ食物繊維配合

### 販売終了

#### コーヒー
- マイルド ブレンド（ルンゴ マイルド）
- アメリカンブレンド
- スペシャルティーコーヒールワンダ - 期間限定

#### カフェバラエティシリーズ
- チャイティーラテ - ミルクカプセルとのセットで販売
- アイスミルクティー
- モロッコ風ミントティー
- ラテマキアート ノンスイート